# Minicoi

Mapa de l'illa

Mapa general

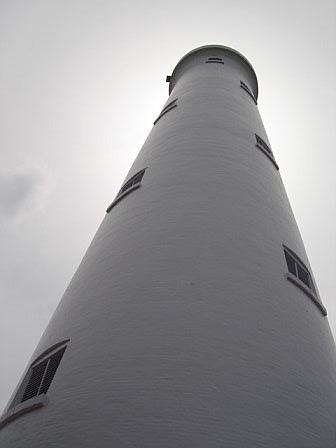
Far de Minicoi

Minicoi (anglès Minicoy; Maliku en llengua mahl) és una illa al territori indi de Lakshadweep, Minicoy, and Amindivi Islands, la situada més al sud del conjunt.

## Particularitats
Minicoi té una superfície d'uns 4 km². El nom local, Maliku, derivaria del nom àrab Djazira al-Malik (l'illa del rei), ja que antigament fou capital del regne de les illes Laquedives. Molts habitants es desplaçaven a viure a les illes Nicobar i aquestes i les Andaman eren considerades en la tradició local terra de caníbals (ho haurien estat fins al segle xviii) i eren anomenades "Minikaa-raajje" (Regne caníbal); quan un oficial anglès va preguntar a un illenc el nom de l'illa aquest va dir que ell vivia generalment a Minikaa Raaje (Nicobar) però l'oficial va pensar que li deia que Maliku i Maika eren el mateix lloc i va difondre el nom de l'illa com "Minikaa" que en anglès es va transformar en Minicoy. Administrativament l'illa forma una ciutat de cens.
L'atol de Minicoi només compte amb una illa habitada, la de Minicoi, situada a 8° 17′ N, 73° 02′ E / 8.283°N,73.033°E. És la segona illa més gran del grup de les Laquedives amb uns 10 km de nord a sud i uns 3 km d'est a oest. està coberta de cocoters; a l'illa hi ha un far construït el 1885. Al sud hi ha l'illot deshabitat de Viringili (Mahl: ވިރިންގިލި, anomenada Small Pox Island o illa de la verola) perquè hi eren enviats tots els infectats de lepra o altres malalties. El canal dels Nou Graus separa l'illa del reste de les Laquedives. L'illa més propera a Minicoi és la de Thuraakunu que pertany a les Maldives, però des de 1956 el tràfic entre les dues illes està prohibit pel govern indi tot i la seva proximitat degut a la identitat ètnica.
Segon els cens del 2001 Minicoi té una població de 9.495 habitants (el 1901 eren 3.097 habitants). Els habitants són ètnicament mahls i localment s'anomenen malikuns. Tant físicament com culturalment els habitants són idèntics als de Maldives i el dialecte local és molt similar a la llengua dhivehi o mahl de les Maldives. Utilitzen l'escriptura tana (tāna) escrita de dreta a esquerra. L'estructura social és matrilineal. L'home ha de viure o a casa de la mare o a la de la seva dona. Homes i dones es poden casar per segon cop. La propietat no es pot vendre i és tinguda per famílies matrilineals. Són musulmans (sunnites) i conservadores però en el tracte són liberals. Els homes són membres de la família materna mentre viuen. De vegades l'illa és esmentada com "Illa de les Femelles" com l'anomenava Marco Polo.

## Història
Els habitants foren budistes fins al segle xiii. Hi ha restes budistes a una zona de l'illa anomenada "Salliballu" on es va trobar un cap de Buda i la base d'una stupa.
A la zona de Salliballu i ha restes del passat budista de l'illa de fa uns 800 anys; hi ha dos munts de restes corresponents a stupes o estructures similars. Un cap de Buda enterrat, molt damnat, es va trobar en les excavacions. El nom de Salliballu és la paraula local per creu cristiana, perquè els locals diuen que una creu amb inscripció es va trobar en aquest lloc, encara que és més probable que fos una mandala o visvavajra budista com algunes trobades a les Maldives
Segons la tradició local oral, dues princeses de les Maldives, Kamborani i Kohoratukamana, es van establir a l'illa amb la seva gent; quan van arribar hi vivien els tivarus que van emigrar a Ceilan. De Kamborani descendeixen els boduns (terratinents i constructors de barques) i de Kohoratukamana descendeixen els niamin (capitans). La resta són descendents dels seus servidors.
Els reis de les Maldives s'anomenaven "Reis de les Dotze mil Illes"; el sistema de Maldives era duodecimal i dir "dotze mil illes era equivalent a les 1000, 10.000 o 100.000 illes del sistema decimal. Encara modernament termes com lakka duvas (cent mil dies) s'utilitzen per referir-se a un gran nombre (en aquest cas de dies) més que a una quantitat real de cent mil.
Fins al segle xvi les illes Laquedives haurien estat sota sobirania dels rages kolthari de Chirakkal a Kerala però amb l'ascens dels portuguesos els rages van transferir la sobirania efectiva al seu almirall l'Ali Raja de Cannanore. No se sap si Maliku (Minicopy) va quedar inclosa en aquesta transferència, ja que potser l'illa mai va formar part dels dominis dels koltharis. Fins a temps recents els reis de Maldives van emetre edictes dirigits als seus subdits com a Malikaddu Midhemedhu ("Entre Maliku i Addu", Addu era l'atol més al sud de les Maldives). Minicoi ja pertanyia al sultanat de les Maldives el 1652 però el primer edicte està datat el 1696 i el rei s'esmenta com a Malikaddu Midhemedhu ekanuonna mi korhu anikaneh nethee korhu que vol dir "Únic sobirà i sense cap altre entre Maliku i Addu" i es referia a l'establiment d'una mesquita a l'illa de Finey a l'atol Thiladhummathi. El 1753 va passar als rages de Cannanore. Segons la tradició oral un cicló va devastar l'illa destruint cases i cocoters; una delegació va anar a veure al rei de Male demanant ajut però el rei va dir que no tenia diners i que no els podia ajudar. La delegació va anar llavors a la costa Malabar on el raja de Cannanore els va rebre molt bé i els va ajudar a reconstruir l'illa a canvi de la seva lleialtat. Una altra versió diu que el sultà de Maldives va regalar l'illa a Cannanore.
El 18 de desembre de 1790 l'illa fou cedida per l'Ali Raja de Cannanore Junumabe Ali-Adi Raja Bibi II a la Companyia Britànica de les Índies Orientals, i se li va concedir l'administració de l'illa a canvi de tribut. El 1824 el successor Mariambe Ali-Adi Raja Bibi va reconèixer formalment la sobirania britànica a l'illa i el tribut va romandre. El 27 de juliol de 1795 el governador de la Presidència de Madras, va abolir un monopoli de l'Ali Raja el que de fet va suposar la pèrdua del control efectiu de l'illa per Cannanore. El 1857 l'illa va quedar dins l'Imperi de l'Índia. El 1905 l'Ali Raja va acceptar transferir la sobirania total de l'illa als britànics però va morir abans de fer-ho efectiu; finalment el seu successor Imbicchi Ali-Adi Raja Bibi va cedir definitivament l'illa el 9 de febrer de 1909 amb efectes d'1 de juliol de 1905, i Minicoi fou agregada al districte de Malabar.
L'illa va quedar dins l'Índia el 1947, però el 1956 s'hi va celebrar un referèndum per confirmar aquesta sobirania que va ratificar la unió per majoria absoluta i l'1 de novembre de 1956 fou incorporat al territori de Laccadive, Minicoy, and Amindivi Islands, rebatejat Lakshadweep, Minicoy, and Amindivi Islands el 1973.

## Poble
Les classes o castes són:
- Bodun, terratinents i mercaders amb vaixell, classe dirigent
- Niamin, pílots de vaixells i ajudants a terra dels boduns
- Medhukimbin i Raaverin, classes treballadores (els medhukimbin tenen un estatus més alt que els altres)

El 1901 el pobles és esmentat com dividit entre Malikhans, Malumis o Takkarus i Kohlus, que correspon a la mateixa divisió en altres illes. L'arròs, element bàsic de l'alimentació, s'havia d'importar i els malikhans monopolitzaven el comerç i la recaptació derivava de la taxa que pagava cada vaixell. Llavors tenien deu pobles (que ja en conjunt formaven una única entitat) als que després es va agregar un onzè (South Bandaara a l'extrem sud) i avui dia a l'illa hi ha onze pobles, que de nord a sud són:
1. Kendifarty
2. Fallessery
3. Kudehi
4. Funhilolu
5. Aloodi
6. Sedivalu
7. Rammedu
8. Boduathiri
9. Aoumagu
10. Bada
11. South Bandaara

Cadascun dels poble té un Bodukaaka (alcalde mascle) i una Bodudhatha (alcalde femella) que administren el poble i dirigeixen la reunió general coneguda com a Baemedu, que es convoca pels nens del poble que van casa per casa; a la reunió hi participen els homes; després de cada baemedu es fa una festa que preparen les dones del poble.
Els nounats agafen el nom del dia que neixen (a les Maldives agafen el nom del setè dia) i resta a la casa de la mare els primers sis dies. El nom de la família de la mare passa a ser el seu cognom. Al setè dia el fill és portat a la casa on viu el pare i se li ofereixen joies. Als 20 anys el cap del noi és pelat i el pèl es pesa amb peses d'or o plata i aquestes peses, amb el pes exacte que donen, són repartides entre els pobres. Aquesta cerimònia s'anomena boabeylun. El nois són circumcidats amb molta festa amb balls i tocs de timbal; la festa dura una setmana.

## Restriccions
Segons la llei de 1967 només poden entrar a l'illa els que hi estaven domiciliats abans del 1967 i les seves famílies, els membres de les Forces Armades de l'Índia de servei, membres de l'administració índia en servei oficial, oficials i no oficials del govern indi, turistes indis autoritzats, turistes exteriors autoritzats pel ministeri d'afers exteriors i per temps limitat, i nacionals de Maldives autoritzats per l'Alt Comissionat de l'Índia a Maldives, fins a 15 dies i sense poder accedir a altres illes Laquedives.